# Animateur (artiste)
Pour les articles homonymes, voir Animateur.
Un animateur est un artiste, technicien et spécialiste du monde de l'animation audiovisuel capable de créer la mise en mouvement de personnages et de décors. Cette discipline est utilisée dans le domaine de la création animée pour la réalisation de films d'animation, de publicités, de jeux vidéo, de clips musicaux, dans le domaine de l'art contemporain...
L'animateur peut être spécialisé dans diverses techniques de mise en mouvement : l'animation traditionnelle sur table lumineuse, la manipulation d'objets directement devant la caméra (image par image, ou stop-motion) et l'animation numérique (assistée par ordinateur) qui exploite de nombreux logiciels d'animation animation 2D ou 3D ( ZBrush, Maya ou 3ds Max, Blender, After effect...).

## Étymologie
Le terme animateur provient du latin « animare » qui signifie donner de l'âme. Il a été utilisé initialement dans les années 1920 pour signifier le metteur en scène au théâtre. Ce n’est que 30 ans plus tard que le terme animateur a été employé pour désigner les professionnels encadrant des activités de loisirs. L'animation n'a cessé d'être redéfinie. En effet, en 1972, elle est nommée par l'Académie française comme la « méthode de conduite d'un groupe qui favorise l'intégration et la participation de ses membres à la vie collective ».

## Plusieurs métiers
Avec le développement des longs métrages d'animations les animateurs se sont répartis en différentes tâches spécialisées. On peut distinguer :
- l'animateur clé qui réalise les dessins des moments clé de l'animation ;
- l'intervalliste qui réalise les dessins permettant de passer d'un moment clé à un autre ;
- l'animateur d'effets visuels d'animation ou effets spéciaux d'animation (procédé technique à base de dessin, comme la peinture ombre).

## Travail en collaboration
Dans le cas du dessin animé, l'animateur travaille avec les autres métiers de l'animation tels que :
- le Character designer chargé de la conception des personnages ;
- l'artiste de layout (ou mise en page) qui définit les angles de prise de vue, les mouvements, les zones d'éclairage et la position des personnages ou autres éléments mobiles par rapport au décor ;
- l'artiste des décors, qui dessine et peint les décors ;
- le service des encres et peintures, qui peignait les celluloïds mais qui a été majoritairement remplacé par l'informatique ;
- le service des effets spéciaux ou effets visuels, qui utilise des effets autres que ceux à base de dessin (comme des miroirs ou de l'eau sur l'un des plans de la caméra multiplane).

Dans le cas de l'animation en volume (stop-motion), l'animateur travaille avec d'autres métiers également, tels que :
- Le modeleur et/ou sculpteur, chargé de faire les figurines et des éléments du décor ;
- Le mouleur, chargé de leur moulage et duplication des personnages et objets ;
- Le décorateur, spécialisé dans la création des décors ;
- L'éclairagiste, ou chef opérateur, qui va régler les différents points d'éclairage de la scène.